# Tachina interna
Tachina interna är en tvåvingeart som beskrevs av Walker 1853. Tachina interna ingår i släktet Tachina och familjen parasitflugor. Inga underarter finns listade i Catalogue of Life.